# Поганкины палаты
Поганкины палаты — каменное жилое, складское и производственное здание в черте Окольного города в Пскове, построенное в середине XVII века. Расположено по адресу: улица Некрасова, дом 5. Здание сложено из местного плитняка и состоит из трёх частей: трёх-, двух- и одноэтажной, некогда имевших деревянные надстройки-терема. Здание Поганкиных палат является памятником истории и культуры, объектом культурного наследия России федерального значения.
Здание было построено в XVII веке по заказу одного из влиятельнейших людей Пскова — купца Сергея Ивановича Поганкина и предназначалось как для проживания самого купца с семьёй и прислугой, так и для производственных нужд. После смерти всех представителей рода, в 1710-х годах здание перешло в руки Римских-Корсаковых, у которых арендовалось казной под склады, а в 1747 году было казной выкуплено. Здание было перестроено под склад и в процессе переделки утратило деревянную жилую часть. В начале XX века палаты были переданы музею Псковского археологического общества, который действует и поныне.

## Описание
Здание Поганкиных палат расположено в Пскове, в черте Окольного города, в историческом районе Полонище, и имеет адрес улица Некрасова, дом 5 (на 1975 год — дом 7). Изначально территория палат была окружена рвом, который к XIX веку уже был засыпан.
Палаты, в плане образующие букву П, состоят из трёх объёмов: Г-образного трёхэтажного западного корпуса, Г-образного же двухэтажного южного и одноэтажного восточного корпуса. Стены, у основания трёхэтажной части достигающие толщины в 2 метра, сложены из известняковой плиты, скреплённой известковым раствором. Внешне каменная часть дома ссылается на крепостную и церковную архитектуру Пскова XVII века — белёные стены лаконичны и не имеют украшений, 105 небольших окон расположены на различной высоте и разном расстоянии друг от друга, повторяя сложную горизонтальную и вертикальную планировку внутренних помещений. Оконные проёмы с установленными в них витыми решётками находятся в прямоугольных впадинах, предназначенных для установки подвижных переплётов с железными ставнями с таким расчётом, чтобы закрытые ставни оказывались вровень с поверхностью стен.
Корпуса палат
Над каменными палатами возвышался жилой одноэтажный терем со светлицей и гульбищем, разобранный в середине XVIII века. Из двора в двух- и трёхэтажную части дома вели два крыльца, также утраченные в XVIII веке, всходы которых располагались перпендикулярно стене, «на отлёте». Крыши терема, судя по археологическим находкам у стен палат, были покрыты черепицей. Исследователи расходятся во мнении, было ли это кровельное покрытие изначальным.
Корпуса палат являются отдельными зданиями, но соединены между собой проходами, а кирпичная кладка всех корпусов сделана «в перевязку»: шов имеется только в нижней части стыка двух- и трёхэтажного корпусов (ниже подоконников второго этажа). Комнаты в двух- и трёхэтажном корпусах расположены анфиладой. Помещения первого этажа предназначались под склады и не имели украшений, крыльцо главного корпуса вело сразу на второй этаж, в просторные парадные сени, скорее характерные для боярских, чем для купеческих домов, с пристроенными к ним с обеих сторон сенцами. В каждом помещении организованы отхожие места. По правую руку от сеней была клеть, а по левую размещалось несколько помещений, использовавшихся для производственных нужд и соединённых лестницами со складскими помещениями первого этажа. В производственных помещениях имелось отдельное отхожее место для работников, причём вытяжной канал был снабжён заслонкой во избежание побега работников, а само отхожее место не имело двери. Из сеней лестница вела на третий, гостевой этаж, разделённый на мужскую и женскую половины, в каждой из которых, в свою очередь, имелась столовая палата и «весёлый покой», что на момент постройки было новинкой, привезённой из Москвы, и только по примеру Поганкиных палат укрепилось в псковской архитектуре. Внутри стены гостевого этажа были оштукатурены и покрыты известковой побелкой тёплого тона, в некоторых помещениях по побелке была сделана роспись, а пол покрывали ромбовидные сосновые плиты, в дальнейшем утраченные в ходе одной из переделок. Из сеней третьего этажа в терем вела каменная лестница, сохранившаяся до наших дней лишь в нижней половине.
В здании присутствовала сложная калориферная система отопления: внутри стен главного здания проложены вентиляционные каналы, с помощью которых печами на втором и третьем этаже отапливались не только они, но и деревянный терем. При этом высокая энергоэффективность отопительной системы достигалась за счёт наличия в канале обратного хода: поднявшись до терема, горячий воздух посредством тяги отправлялся по другому каналу вниз, откуда снова поднимался через все этажи, по пути максимально отдавая тепло. Те из печей, которые были установлены в гостевой части третьего этажа, были украшены изразцами.
Одноэтажный корпус, предназначавшийся для поварни, был разделён на 2 комнаты, в которых были построены печи, до наших дней не дошедшие; от них в сводах остались отверстия дымоходов. Над поварнёй размещалась жилая деревянная надстройка для дворового люда.

## История

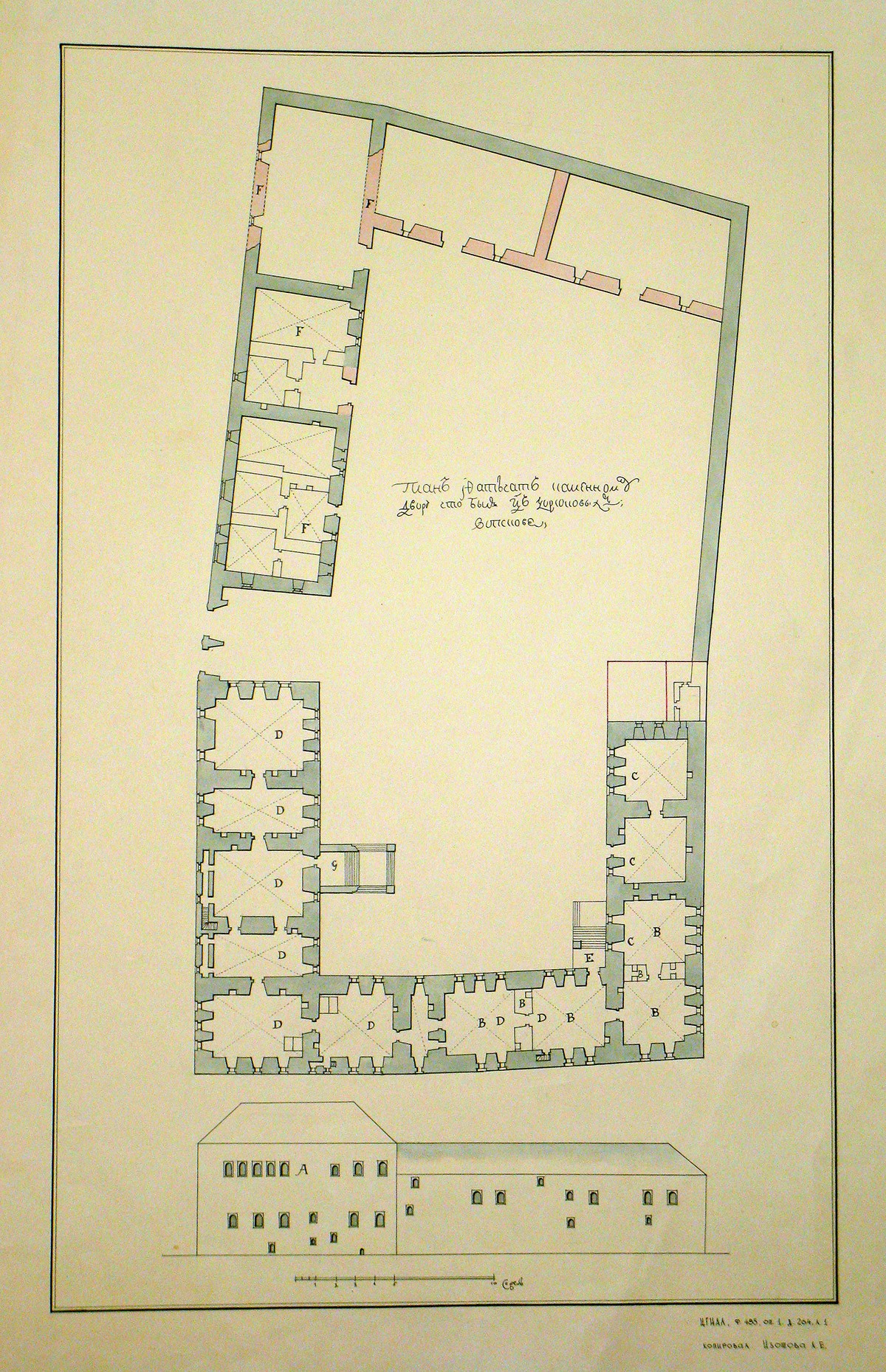
План Поганкиных палат (внизу) с оградой и прилегающими постройками, вычерченный в 1747 году И. Слядневым

Исследователи расходятся во мнении относительно датировки палат. Псковский краевед и учитель Алексей Янсон считал палаты построенными в 1671—1685 годах: согласно его мнению, палаты построены на участках, купленных в 1644—1678 годах, о чём сделаны записи в первой книге Поганкина, а годом окончания строительства назван год написания второй книги, где упомянуты палаты. Псковский же реставратор и историк Юрий Спегальский относил их постройку к 1620-1630-м годам, указывая, что вторая книга Поганкина содержала лишь сведения о его собственности, приобретённой до 1644 года, а указанные Янсоном участки, якобы приобретённые под постройку палат, находились в Мокролужицкой сотне, тогда как палаты находились в Раковской. Подтверждал мнение Спегальского как и сравнительный анализ соседних зданий Пскова, так и сходство Поганкиных палат с постройками первой трети XVII века в Московском Кремле. Эта датировка считалась верной в советской историографии Пскова. Вероятно, упоминание уже построенных палат встречается в документах за 1646 год. В то же время есть и другие варианты датировки. Археолог Владимир Богусевич считал палаты построенными в 1667—1671 годах, Леонид Творогов — в 1678—1684/85 годах, а псковский реставратор Борис Постников — в 1681/82-1684 годах; также имеются и менее точные датировки. Администрация Псковского музея-заповедника считает наиболее вероятной версию псковского археолога Виктора Лабутина, согласно которой палаты были построены в период с мая 1671 по декабрь 1679 года.
Палаты были построены по заказу богатого псковского купца, позднее вошедшего в Гостиную сотню, главы Псковского денежного двора Сергея Ивановича Поганкина. Здание состояло из трёх частей, в самой крупной из которых проживал сам купец с семьёй, в соседней — его старший сын со своей семьёй. Также в здании жила многочисленная дворня, а некоторые помещения использовались под склады и производства.
Примерно в 1693 году Сергей Поганкин умер, умерли и двое его сыновей — Еким и Юрий. Палаты были унаследованы последним оставшимся сыном — Иваном, но после и его смерти достались сыну Юрия — Григорию Юрьевичу Поганкину. В 1710 году Григорий скончался во время эпидемии чумы, и род Поганкиных пресёкся. Всё имущество рода оказалось в разных руках. По некоторым данным, палаты с соседними постройками и некоторым другим имуществом оказались в руках купца Трубинского, но уже в 1711 году их купил Яков Римский-Корсаков, заведовавший тогда земскими делами Пскова. В том же году он сдал здание в аренду Главной провиантской канцелярии под склад; с 1721 года в палатах были организованы пороховые склады. В 1715 и 1737 годах поднимался вопрос о покупке палат в казну, но каждый раз из-за высокой цены от этого приходилось отказываться. В то же время в начале 1740-х годов встал вопрос о создании нового казённого провиантского склада, а так как найти такое же по объёму здание в Пскове не представлялось возможным, а строительство нового обошлось бы в неподъёмную сумму, было принято решение уступить финансовым требованиям Римских-Корсаковых. Ещё одной причиной продажи было аварийное состояние палат, в содержание которых за 36 лет, прошедших со смерти последнего Поганкина, деньги не вкладывались. В первую очередь внимания требовала кровля, из-за протечки которой стали подгнивать полы и потолки, а каменные своды имели трещины в двух местах. Таким образом, в 1747 году здание Поганкиных палат было куплено в казну за 2000 рублей.

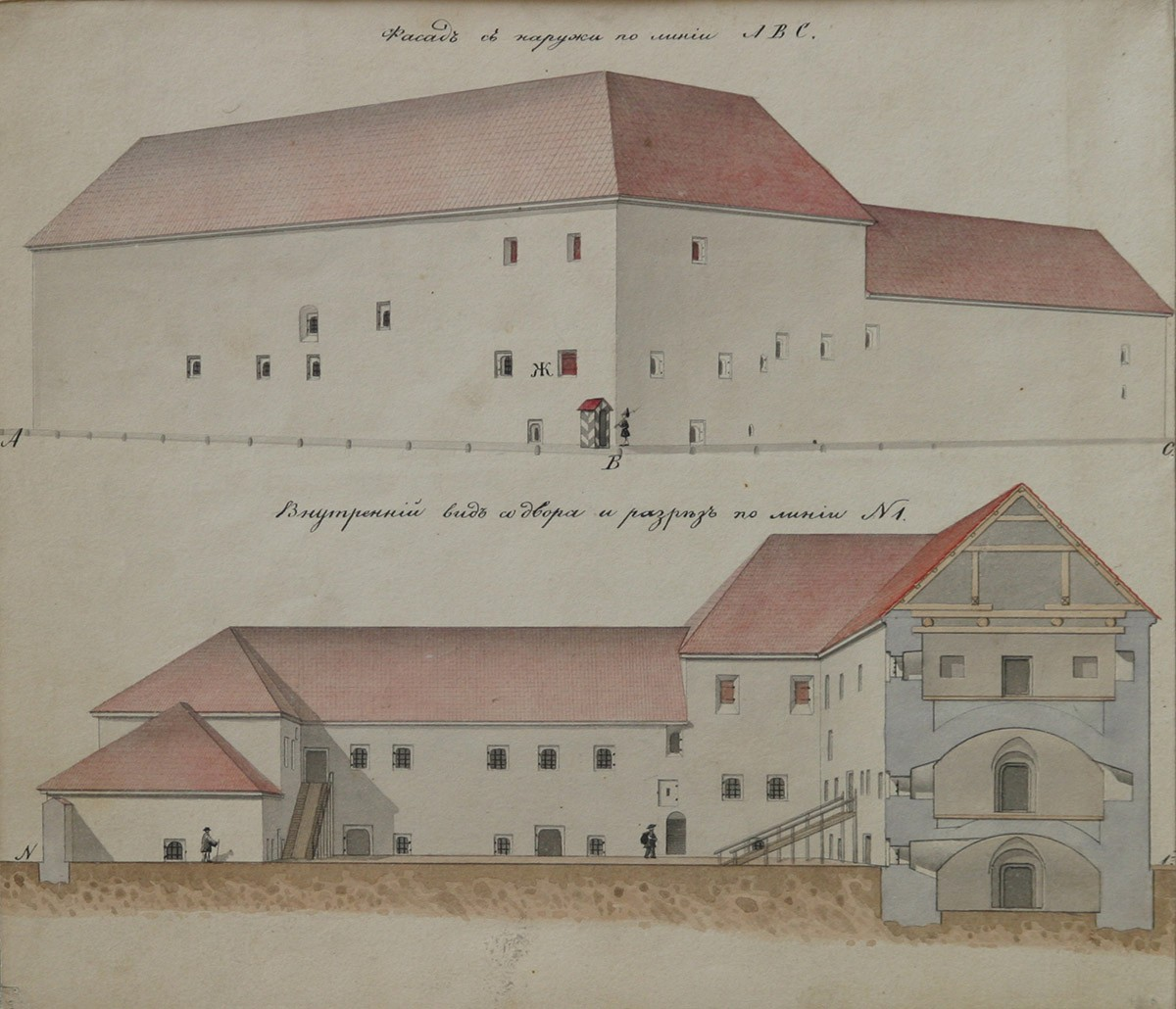
Поганкины палаты, рисунок 1850-х годов

Сразу после покупки из Санкт-Петербурга был прислан архитектор Иван Сляднев с задачей оценить состояние здания и составить проект необходимых ремонтных работ. Первым его указанием были разобраны деревянные хоромы, в результате чего каменная часть здания осталась без кровли, и за время дальнейших работ её верх успел в какой-то мере разрушиться. Также были разобраны простенки «второго жилья», как архитектор назвал помещения третьего этажа, а также своды лестницы с третьего этажа в терем, а подгнившие к тому моменту потолки на третьем этаже были заменены новыми. Вдобавок архитектор предлагал разобрать третий этаж палат, заложить окна со стороны улицы, демонтировать своды второго этажа, заменив их потолками, и снести все постройки во дворе, соорудив на их месте два новых амбара и караульню. Смета на все работы составила 2582 рубля 22 копейки, и нужных средств найти не удалось даже к 1749 году. В июне 1750 года палаты были ещё раз осмотрены, на этот раз генерал-провиантместером Хомутовым, который предложил не разбирать каменные этажи палат, а починить их, используя материалы от разборки каменного флигеля во дворе. Также его план подразумевал заделку окон со стороны улицы, разборку печей, демонтаж крылец с оборудованием на их месте пологих пандусов, ремонт полов и покрытие кровли тёсом. План был утверждён месяцем позже. Каменные работы завершились в сентябре 1751 года, а полностью ремонт завершился только в августе 1754 года.
В следующий раз ремонт палат прошёл в 1828 году. Был заложен ещё ряд окон, тёсовое покрытие крыши было заменено чердаком, в северной части двора на месте деревянных построек появились каменные корпуса и караульня. При этом были разобраны каменные ворота, примыкавшие к трёхэтажной части здания.

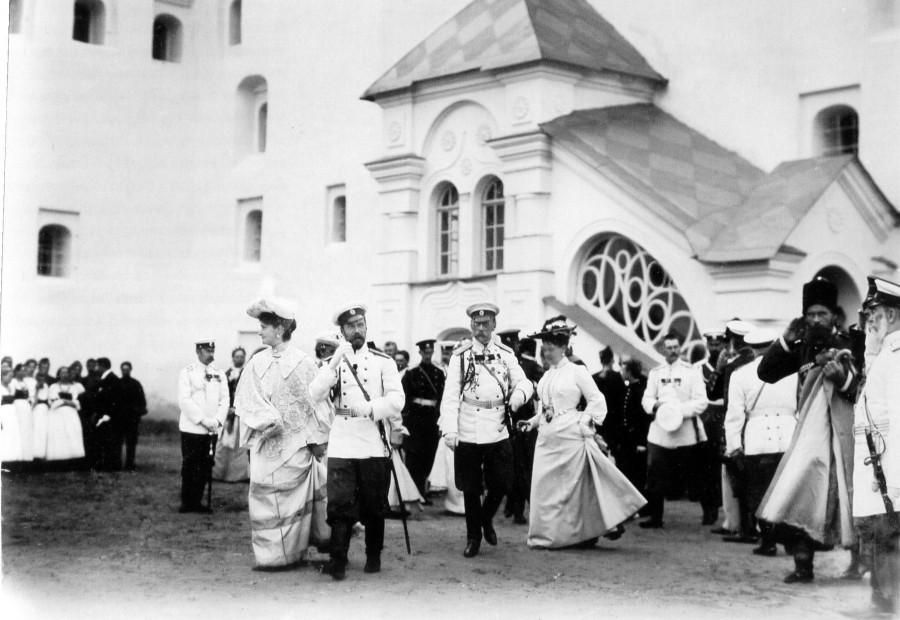
Николай II с супругой и свитой во дворе Поганкиных палат. Сзади крыльцо, построенное по проекту Шишко

В 1898 году предводителем дворянства Псковской губернии Николаем Новосильцевым был поставлен вопрос о передаче здания палат Псковскому археологическому обществу, где тот состоял председателем. Предлагалось организовать в Поганкиных палатах музей. Вопрос тормозился на разных уровнях до тех пор, пока 28 февраля (12 марта)  1900 года на представлении Николаю II Новосильцев не преподнёс тому альбом с раскрашенными фотографиями палат, выполненными фотографом Кононовым. Попутно он разъяснил императору суть своего прошения, и 3 (16) марта «высочайшим повелением» здания палат были переданы из ведения Военного министерства Псковскому археологическому обществу для размещения музея. В здании сразу же был начат ремонт. В его процессе были раскрыты все заложенные ранее окна и ниши, поставлены новые печи, сделаны новые деревянные потолки в помещениях трёхэтажной части, а все помещения заново оштукатурены и побелены. На месте старого крыльца во дворе трёхэтажного корпуса появилось новое пристенное, созданное по проекту Льва Шишко. 15 (28) декабря 1902 года состоялось торжественное освящение музея. Стены в некоторых помещениях палат были расписаны, причём рисунок росписей повторял оригинальное оформление палат, фрагментарно сохранившееся под побелкой. Этот факт может свидетельствовать о том, что общество пыталось восстановить оригинальные росписи по сохранившимся с XVII века фрагментам.
9 (22) августа 1903 года в ходе поездки в Псковскую губернию император с супругой посетили палаты.

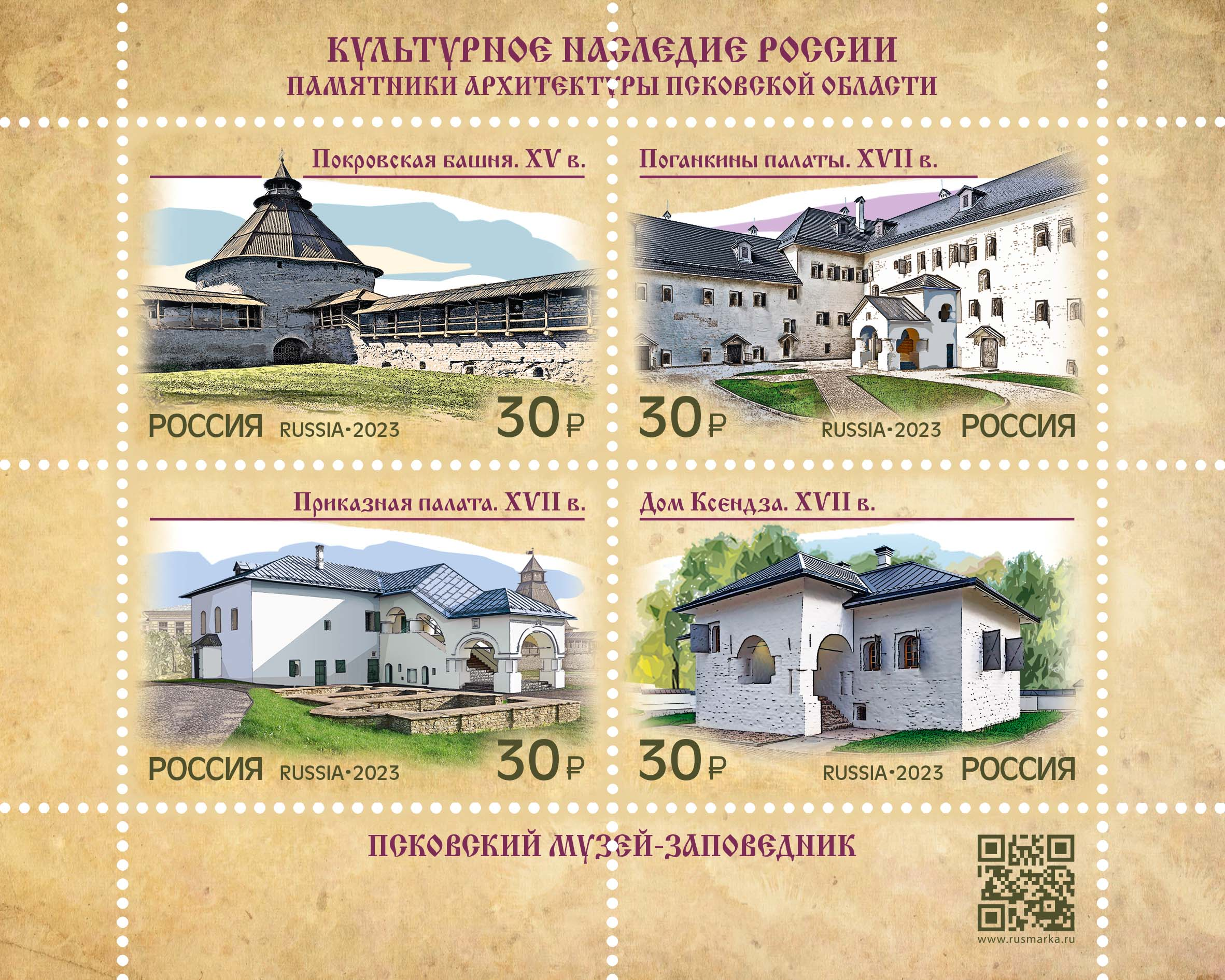
Квартблок 2023 год. Серия «Культурное наследие России. Памятники архитектуры Псковской области»

К 1904 году на 1300 рублей, пожертвованные псковской дворянкой Елизаветой Фан-дер-Флит, в здании продолжились мелкие работы, такие как покрытие крыши нового крыльца железом и оштукатуривание наружных стен. В 1907 году в Поганкины палаты провели электричество. Музей в палатах проработал до 1944 года, когда в ходе освобождения Пскова здание сильно пострадало: взрыв разрушил северную треть трёхэтажной части здания.
За период с 1951 по 1952 год помещения и объём разрушенной части палат были восстановлены, также на месте разрушенного крыльца было сооружено деревянное, также пристенное; восстановление преимущественно велось с применением оригинальных технологий, но при этом не проводились исследования здания. 30 августа 1960 года постановлением Совета Министров СССР восстановленные палаты были признаны памятником архитектуры республиканского значения.
Первые полноценные историко-архитектурные изыскания в палатах проводились в 1980-е годы одновременно с очередной реставрацией. В 1982 году в ходе этих работ деревянное крыльцо разобрали и соорудили крыльцо изначальной планировки, основываясь на найденном в историческом слое фундаменте. В 2010 году в рамках очередных работ было заменено консервационное покрытие фасадов, вдобавок были спилены все крюки, державшие провода, а сама проводка утоплена в стену. Также в ходе работ было полностью заменено кровельное покрытие, а на тротуаре вместо асфальта была уложена брусчатка, причём были организованы несколько окон через культурный слой до старой брусчатки, зарытой при поднятии уровня дороги.
В 2019 году была подана заявка на признание Поганкиных палат объектом Всемирного наследия ЮНЕСКО вместе с ещё 16 памятниками древнерусской архитектуры в Пскове, но статус получили только 10 церквей, объединённых в комплекс «Храмы псковской архитектурной школы». В том же году в рамках реализации проекта «Музейный квартал», центром которого стали Поганкины палаты, а также в исполнение совместной программы Министерства культуры России и Всемирного банка «Сохранение и использование культурного наследия в России» были начаты масштабные работы по реставрации Поганкиных палат. Проводятся они в два этапа: первый, завершённый к лету того же года, включал всестороннее археологическое и архитектурное изучение объекта. В ходе археологических изысканий в раскопе со стороны улицы Некрасова найдена мозаичная кружка из венецианского стекла, частично покрытая позолотой, вероятно, принадлежавшая Сергею Поганкину. Есть и другие интересные находки, в том числе английская государственная свинцовая печать, относящаяся ко времени инсигнии Карла II Стюарта. В самих палатах были обнаружены фрагменты настенной росписи как XX века, так и более ранние, относящиеся к периоду постройки здания. Открытие палат планируется на 2022 год.
Палаты на ремонте (лето 2021 года)

### Комментарии
1. ↑  Весёлым покоем или повалушей называли помещение для развлечения гостей.
2. ↑  В более ранних постройках подобное деление отсутствовало, гости ели и развлекались в одном помещении.